# San Antonio (departamento de Rio Negro)

Localização de San Antonio na Província de Río Negro.

San Antonio é um departamento da Argentina, localizado na província de Río Negro.